# Plebicula escheri
Plebicula escheri is een vlinder uit de familie van de Lycaenidae. De wetenschappelijke naam van de soort is voor het eerst geldig gepubliceerd in 1818 door Hübner.